# Nathaniel Bliss
Pour les articles homonymes, voir Bliss.
 (novembre 2023).
Si vous disposez d'ouvrages ou d'articles de référence ou si vous connaissez des sites web de qualité traitant du thème abordé ici, merci de compléter l'article en donnant les références utiles à sa vérifiabilité et en les liant à la section « Notes et références ».
Nathaniel Bliss (28 novembre 1700-2 septembre 1764) est un astronome britannique, astronome royal entre 1762 et 1764.

## Biographie
Bliss nait dans les Cotswolds à Bisley dans le Gloucestershire et étudie à Pembroke College.
Recteur de l'église de Saint-Ebb il succède à Edmond Halley comme professeur de géométrie à l'université d'Oxford en 1742 et est élu membre de la Royal Society la même année.
Il effectue diverses observations astronomiques en particulier une comète approchant du Soleil vers 1744, du transit de Vénus de 1761 en remplacement de James Bradley malade et, en 1764, il observe et publie à propos d'une éclipse visible à Greenwich. Ayant assisté et remplacé Bradley, il lui succède naturellement à sa mort en 1762 comme Astronomer Royal.
Les 18 mois qu'il lui reste à vivre ne lui permettent pas de poser sa marque sur l'observatoire royal de Greenwich. Il continue dans la lignée de Bradley avec une attention particulière pour le département des horloges.
Il meurt à Oxford mais est enterré dans le cimetière de l'église Saint-Margaret à Lee, dans le sud-est de Londres, près de la tombe de Halley. Ses observations sont jugées intéressantes par le Board of Longitude (bureau des longitudes) pour résoudre le difficile problème du calcul précis de la longitude en mer et sont rachetées à sa veuve par le bureau.